# اعداد سورئال

تصویر سازی از درخت اعداد سورئال.

در ریاضیات، دستگاه اعداد سورئال (به انگلیسی: Surreal Numbers) یک کلاس محض کاملاً مرتب شامل اعداد حقیقی به علاوه اعداد بی نهایت و بی‌نهایت‌کوچک‌ها است که به ترتیب از نظر قدر مطلقی از هر عدد حقیقی مثبتی بزرگتر و کوچکتر اند. اعداد سورئال در بسیاری از خواص با اعداد حقیقی مشترکند، شامل خواصی چون عملیات حسابی معمولی (جمع، تفاضل، ضرب و تقسیم)؛ به علاوه این که آن ها تشکیل یک میدان مرتب را می دهند. اگر از فرموله بندی نظریه مجموعه های فون نویمان-برنیز-گودل استفاده شود، اعداد سورئال تبدیل به میدان ترتیبی جهانی می شوند، بدین معنا که تمام میدان های ترتیبی چون اعداد گویا، اعداد حقیقی، توابع گویا، میدان لوی-چیویتا، اعداد ابرحقیقی (superreal) و اعداد فراحقیقی (hyperreal) را می توان بر اساس چنین فرموله بندی به عنوان زیرمیدانی از اعداد سورئال در نظر گرفت. همچنین سورئال ها شامل تمام اعداد ترتیبی ترامتناهی نیز می شوند؛ چنان که حساب روی آن ها توسط عملیات طبیعی صورت می پذیرد. همچنین نشان داده شده است که (در بستر نظریه مجموعه‌های فون نویمان-برنیز-گودل) کلاس ماکسیمال میدان فراحقیقی یک ریخت با کلاس ماکسیمال میدان سورئال است؛ در نظریات، بدون استفاده از اصل انتخاب سرتاسری ممکن است این حالت ایجاد نشود، در چنین نظریاتی الزاماً سورئال ها میدان مرتب جهانی نیستند.